# 马兰库尔 (孚日省)
马兰库尔（法語：Malaincourt，法語發音：[malɛ̃kuʁ] ⓘ）是法国大東部大區孚日省的一个市镇，属于讷沙托区。

## 地理
马兰库尔（48°13'11"N, 5°45'45"E）面积6.05 平方千米，位于法国大東部大區孚日省，该省份为法国东北部内陆省份，北起默兹省和默尔特-摩泽尔省，西接上马恩省，南至上索恩省和贝尔福地区省，东临上莱茵省和下莱茵省。
与马兰库尔接壤的市镇（或旧市镇、城区）包括：安日维尔、博夫勒蒙、让德勒维尔、阿涅维尔和龙库尔、梅东维尔、莫维尔、沃东库尔。

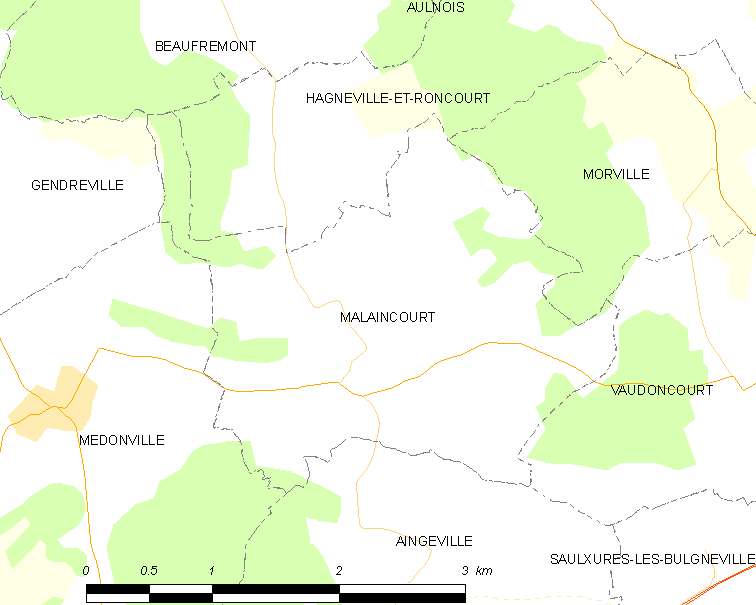
的OSM定位图

马兰库尔的时区为UTC+01:00、UTC+02:00（夏令时）。

## 行政
马兰库尔的邮政编码为88140，INSEE市镇编码为88283。

## 政治
马兰库尔所属的省级选区为维泰勒县。

## 人口

1962-2008年间人口变化图示

马兰库尔于2022年1月1日时的人口数量为80人。